# Lescheroux
Lescheroux és un municipi francès situat al departament de l'Ain i a la regió d'Alvèrnia-Roine-Alps. L'any 2007 tenia 691 habitants.

## Demografia

### Població
El 2007 la població de fet de Lescheroux era de 691 persones. Hi havia 269 famílies de les quals 71 eren unipersonals (46 homes vivint sols i 25 dones vivint soles), 76 parelles sense fills, 101 parelles amb fills i 21 famílies monoparentals amb fills.
La població ha evolucionat segons el següent gràfic:
Habitants censats

### Habitatges
El 2007 hi havia 315 habitatges, 271 eren l'habitatge principal de la família, 18 eren segones residències i 26 estaven desocupats. 289 eren cases i 24 eren apartaments. Dels 271 habitatges principals, 208 estaven ocupats pels seus propietaris, 58 estaven llogats i ocupats pels llogaters i 5 estaven cedits a títol gratuït; 2 tenien una cambra, 15 en tenien dues, 49 en tenien tres, 80 en tenien quatre i 125 en tenien cinc o més. 211 habitatges disposaven pel capbaix d'una plaça de pàrquing. A 135 habitatges hi havia un automòbil i a 122 n'hi havia dos o més.

### Piràmide de població
La piràmide de població per edats i sexe el 2009 era:
| Homes | Edats   | Dones |
| ----- | ------- | ----- |
| 0     | 95 o +  | 4     |
| 0     | 90 a 94 | 0     |
| 4     | 85 a 89 | 4     |
| 4     | 80 a 84 | 8     |
| 16    | 75 a 79 | 16    |
| 12    | 70 a 74 | 12    |
| 28    | 65 a 69 | 8     |
| 24    | 60 a 64 | 20    |
| 0     | 55 a 59 | 20    |
| 20    | 50 a 54 | 16    |
| 20    | 45 a 49 | 20    |
| 32    | 40 a 44 | 16    |
| 12    | 35 a 39 | 32    |
| 20    | 30 a 34 | 8     |
| 20    | 25 a 29 | 12    |
| 32    | 20 a 24 | 20    |
| 32    | 15 a 19 | 36    |
| 16    | 10 a 14 | 20    |
| 12    | 5 a 9   | 16    |
| 12    | 0 a 4   | 12    |

## Economia
El 2007 la població en edat de treballar era de 408 persones, 310 eren actives i 98 eren inactives. De les 310 persones actives 283 estaven ocupades (172 homes i 111 dones) i 27 estaven aturades (12 homes i 15 dones). De les 98 persones inactives 26 estaven jubilades, 26 estaven estudiant i 46 estaven classificades com a «altres inactius».

### Ingressos
El 2009 a Lescheroux hi havia 259 unitats fiscals que integraven 633 persones, la mediana anual d'ingressos fiscals per persona era de 17.199 €.

### Activitats econòmiques
Dels 22 establiments que hi havia el 2007, 1 era d'una empresa alimentària, 2 d'empreses de fabricació d'altres productes industrials, 5 d'empreses de construcció, 6 d'empreses de comerç i reparació d'automòbils, 2 d'empreses d'hostatgeria i restauració, 1 d'una empresa immobiliària, 2 d'empreses de serveis i 3 d'empreses classificades com a «altres activitats de serveis».
Dels 8 establiments de servei als particulars que hi havia el 2009, 2 eren tallers de reparació d'automòbils i de material agrícola, 1 paleta, 1 guixaire pintor, 1 fusteria, 1 electricista, 1 perruqueria i 1 restaurant.
Dels 2 establiments comercials que hi havia el 2009, 1 era una botiga de més de 120 m² i 1 una botiga de menys de 120 m².
L'any 2000 a Lescheroux hi havia 35 explotacions agrícoles que ocupaven un total de 1.342 hectàrees.

## Equipaments sanitaris i escolars
El 2009 hi havia una escola elemental integrada dins d'un grup escolar amb les comunes properes formant una escola dispersa.

## Poblacions més properes
El següent diagrama mostra les poblacions més properes.